# Saikin Yatotta Maid ga Ayashii
Saikin Yatotta Maid ga Ayashii (jap. 最近雇ったメイドが怪しい) ist eine Manga-Serie von Wakame Konbu, die in Japan seit 2019 erscheint. Die romantische Komödie um einen Jungen und sein attraktives Hausmädchen wurde 2022 als Anime-Fernsehserie umgesetzt, die international als The Maid I Hired Recently Is Mysterious bekannt wurde.

## Inhalt
Nachdem seine Eltern bei einem Autounfall gestorben sind, lebt Yūri allein in der großen Villa, die ihm seine Eltern vererbt haben. Allen Angestellten kündigt er und will nun allein leben, was sich jedoch schnell als schwieriger und einsamer herausstellt, als er dachte. Da taucht abends plötzlich ein geheimnisvolles Hausmädchen auf, die ihn um eine Anstellung bittet. Yūri gibt ihr nach und findet bald alle Arbeiten im Haus zu seiner Zufriedenheit erledigt vor. Doch er findet die junge Frau äußerst verdächtig, da er sie auch bei ihm unerklärlichen Tätigkeiten erwischt. Als er sie auf seinen Verdacht anspricht, dass sie eine böse Hexe sei, gesteht sie ihm aus Spaß ein, ihn verzaubert zu haben, was Yūri sogleich ernst nimmt. Er findet mehr über sie heraus, so endlich auch ihren Namen: Lilith. Und Yūri ist von ihr fasziniert ohne zu bemerken, dass er sich eigentlich in sie verliebt hat. Lilith ist von der Aufmerksamkeit, die ihr Herr ihr zukommen lässt, erfreut und zugleich beschämt, wenn er unerwartet ihre Attraktivität lobt. Als Yūri dann wieder zur Schule geht, kommen weitere Personen hinzu: Das ebenfalls reiche Mädchen Tsukasa Gojōin, die sich in Yūri verliebt hat, und ihr Butler Fujisaki, der Lilith von früher kennt; sowie das Hausmädchen Natsume Nakashima, das Lilith für ihren früheren Arbeitgeber zurückgewinnen will.

## Veröffentlichung
Der Manga wurde zunächst ab 2019 von Wakame Konbu auf der Plattform Pixiv selbst veröffentlicht. Ab 22. Januar 2020 wurde die Serie dann im Magazin Gangan Joker bei Square Enix veröffentlicht. Der Verlag brachte die Kapitel auch gesammelt in bisher sechs Bänden heraus. Eine englische Übersetzung erscheint bei Yen Press.

## Anime-Fernsehserie
Bei den Studios Silver Link und Blade entstand 2022 eine Adaption des Mangas als Anime für das japanische Fernsehen. Regie führten Mirai Minato, der auch Hauptautor war, und Misuzu Hoshino. Das Charakterdesign entwarf Machi Yoshino und künstlerischer Leiter war Hideto Nakahara. Die 3D-Animationen leitete Tsutomu Ogasawara, die Tonarbeiten leitete Tōru Kanegae und für die Kameraführung war Yūko Shintani verantwortlich.
Die 11 Folgen mit je 23 Minuten Laufzeit wurden vom 23. Juli bis 9. Oktober 2022 von TV Asahi in Japan gezeigt. Parallel fand bei Crunchyroll die internationale Veröffentlichung per Streaming statt. Neben Untertiteln in diversen Sprachen erschienen auch Synchronfassungen auf Deutsch und Englisch.

### Synchronisation
Die deutsche Synchronfassung entstand nach einem Dialogbuch von Len Thönelt unter der Regie von Martin Irnich.
| Rolle             | Japanische Stimme (Seiyū) | Deutsche Stimme |
| ----------------- | ------------------------- | --------------- |
| Lilith            | Rie Takahashi             | Jennifer Weiß   |
| Yūri              | Saori Hayami              | Lea Kalbhenn    |
| Fujisaki          | Mikako Komatsu            |                 |
| Natsume Nakashima | Miyu Tomita               |                 |
| Tsukasa Gojōin    | Yui Horie                 |                 |

### Musik
Die Musik der Serie wurde komponiert von Kōji Fujimoto und Osamu Sasaki. Für den Vorspann verwendete man das Lied S-Suki ja Nai! (す、好きじゃない！) von ≠ME und das Abspannlied ist Himitsu no Niwa no Futari (秘密の庭のふたり) von Yui Horie. In der siebten Folge wird außerdem das Lied Niji no Kanata e (虹の彼方へ) von Lilith CV Rie Takahashi.